# Montferrat (Isère)
Montferrat is een gemeente in het Franse departement Isère (regio Auvergne-Rhône-Alpes). De plaats maakt deel uit van het arrondissement La Tour-du-Pin. Montferrat telde op 1 januari 2022 1.839 inwoners. Het is de geboorteplaats van de piloot Adolphe Pégoud.

## Geografie
De oppervlakte van Montferrat bedroeg op 1 januari 2022 12,26 vierkante kilometer; de bevolkingsdichtheid was toen 150 inwoners per km².

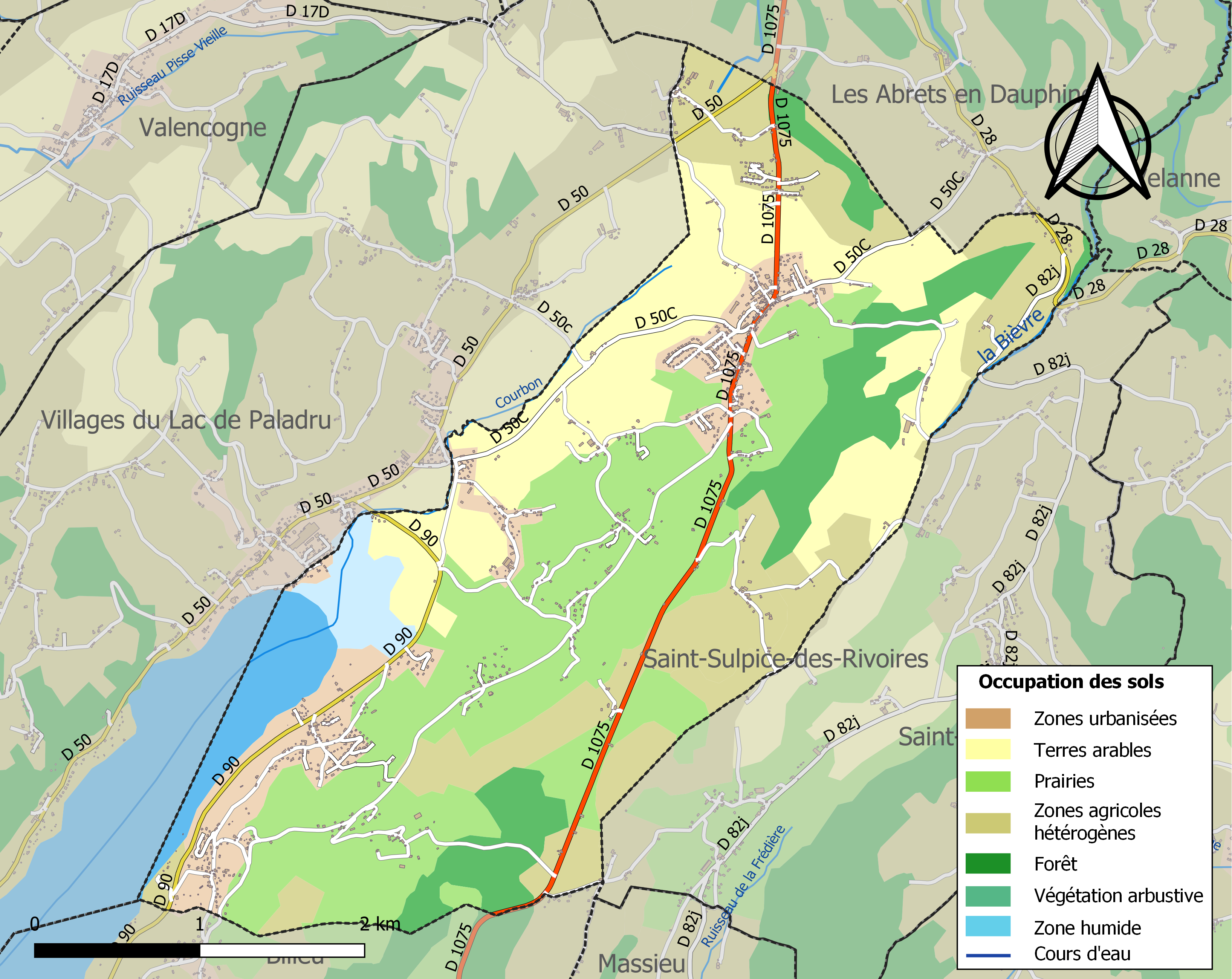
Kaart van de gemeente met de belangrijkste infrastructuur, bodemgebruik en omliggende gemeenten

## Demografie
Onderstaande figuur toont het verloop van het inwonertal (bron: INSEE-tellingen).